# Kanassaare
Koordinaten: 58° 4′ N, 27° 15′ O
Kanassaare ist ein Dorf (estnisch küla) im Südosten Estlands. Es gehört zur Gemeinde Põlva (bis 2017 Mooste) im Kreis Põlva.
Das Dorf hat 57 Einwohner (Stand 1. Januar 2017).